# Christophe Kern
Christophe Kern (Wissembourg, 18 gennaio 1981) è un ex ciclista su strada francese, professionista dal 2003 al 2014.

## Carriera
Alsaziano, dopo buoni risultati tra i dilettanti con il team Vendée U-Pays de Loire, passa professionista nel 2003 con la Brioches La Boulangère, la formazione diretta da Jean-René Bernaudeau. Conquista già in quell'anno il suo primo successo al Grand Prix Rudy Dhaenens, portando a termine una fuga di 35 chilometri.
Negli anni successivi conquista numerosi piazzamenti, tra cui un secondo ed un terzo posto nel Campionato francese a cronometro, nel 2008 e nel 2006 rispettivamente. Si distingue anche nelle principali corse a tappe, collezionando un terzo posto nella sesta tappa del Giro d'Italia 2007, ma anche la seconda piazza nella classifica scalatori alla Vuelta a España 2008, dietro a David Moncoutié. Conferma poi le sue qualità di scalatore anche al Tour de France 2009, dove per una giornata indossa la maglia a pois.
Nel 2011 ritorna, dopo quattro anni, tra le file della squadra di Bernaudeau, la Europcar. In giugno torna anche al successo tra i pro, vincendo prima la quinta tappa del Critérium du Dauphiné e poi la prova a cronometro dei Campionati francesi. Partecipa al Tour de France 2011, ritirandosi durante la quinta tappa per un problema al ginocchio, che lo obbligherà a chiudere anzitempo la stagione.

## Palmarès
- 2001 (Vendée U-Pays de la Loire)

Campionati francesi, Prova a cronometro Under-23
- 2002 (Vendée U-Pays de la Loire)

Liegi-Bastogne-Liegi Dilettanti
- 2003 (Brioches La Boulangère, una vittoria)

Grand Prix Rudy Dhaenens
- 2004 (Brioches La Boulangère, una vittoria)

6ª tappa Tour de l'Avenir (Yutz Haute > Metz)
- 2011 (Team Europcar, due vittorie)

4ª tappa Critérium du Dauphiné (Villars-les-Dombes > Les Gets)
Campionati francesi, Prova a cronometro

## Piazzamenti

### Grandi Giri
- Giro d'Italia

2005: ritirato (17ª tappa)
2007: 114º
- Tour de France

2009: 71º
2010: 94º
2011: non partito (5ª tappa)
2012: 83º
- Vuelta a España

2005: ritirato (18ª tappa)
2006: ritirato (11ª tappa)
2007: 84º
2008: 112º

### Classiche monumento
- Giro delle Fiandre

2005: ritirato
- Parigi-Roubaix

2003: ritirato
2005: ritirato
- Liegi-Bastogne-Liegi

2003: ritirato
2009: 80°
2010: 89°
- Giro di Lombardia

2007: ritirato
2009: ritirato
2014: ritirato

### Competizioni mondiali
- Campionati del mondo su strada

Verona 1999 - In linea Juniores: 3º
Verona 1999 - Cronometro Juniores: 19º
Lisbona 2001 - Cronometro Under-23: 27º
Zolder 2002 - Cronometro Juniores: 10º
Madrid 2005 - In linea Elite: 118º
Salisburgo 2006 - Cronometro Elite: 41º
Ponferrada 2014 - Cronosquadre: 19º

### Competizioni europee
- Campionati europei

Bergamo 2002 - Cronometro Under-23: 17°